# DHL Air UK
DHL Air UK, enregistrée sous le nom de DHL Air Ltd., est une compagnie aérienne cargo britannique basée à Orbital Park, Hounslow, dans le borough londonien de Hounslow.
Elle est une filiale à 100 % de Deutsche Post et assure des services au sein du réseau de colis et d’expédition express de la marque DHL en Europe. Sa base principale est l’aéroport d’East Midlands. Elle fait partie intégrante de la division DHL Aviation.

## Historique
La compagnie a été fondée sous le nom de Elan Air le 11 octobre 1982 et a commencé ses opérations le 8 novembre 1983. Elan Air exploitait des vols de fret de nuit à l’aide des Armstrong Whitworth Argosy et Handley Page Dart Herald depuis le sud de l’Irlande et les Pays-Bas. Les premiers sacs verts/doc et rouges/wpx ont été dédouanés par l’agent d’importation John Yardley dans l'entrepôt côté piste d’Elan entre 1988 et 1990. La compagnie a ensuite acquis une version cargo « Merchantman » du Vickers Vanguard, puis le nom de la compagnie a été changé en DHL Air le 16 mai 1989.
DHL Air détient un certificat de transporteur aérien de type A délivré par l’Autorité de l’aviation civile du Royaume-Uni depuis le 30 novembre 2001, lui permettant de transporter des passagers, du fret et du courrier sur des avions d’une capacité de 20 sièges ou plus. Après l’obtention de cette licence, les opérations de vol ont commencé en décembre 2001. La compagnie comptait 270 employés en mars 2007. Son siège social se trouve à EMA Cargo West, dans le bâtiment principal de DHL à l'aéroport d’East Midlands.

## Flotte

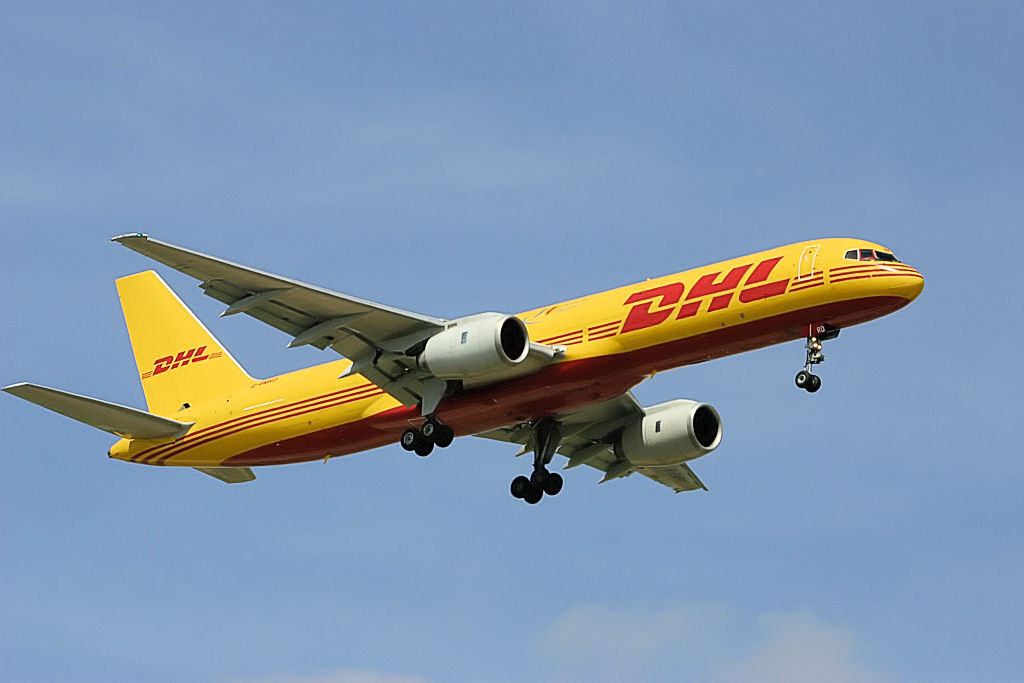
Un Boeing 757-200SF de DHL Air UK.

### Flotte actuelle
La flotte de DHL Air se compose des avions suivants (à jour en octobre 2023) :
| Appareil              | En service | Commandes | Remarques |
| --------------------- | ---------- | --------- | --------- |
| Boeing 757-200SF      | 5          | —         |           |
| Boeing 767-300ER/BCF  | 3          | —         |           |
| Boeing 767-300ER/BDSF | 1          | —         |           |
| Boeing 767-300F       | 4          | —         |           |
| Boeing 777F           | 7          | —         |           |
| Total                 | 20         | —         |           |

### Ancienne flotte

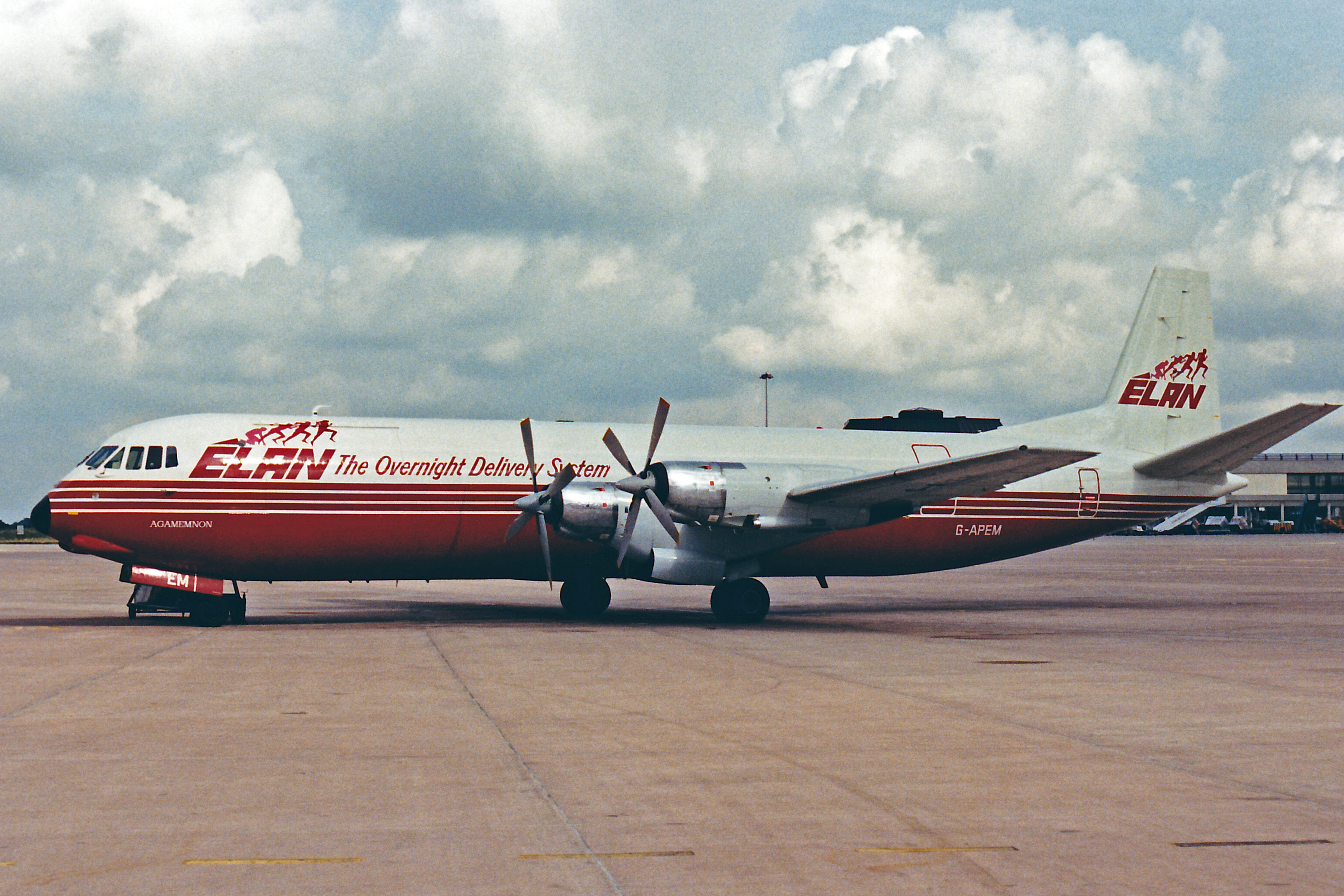
Un ancien Vickers Vanguard d’Elan Air à l’aéroport de Manchester en 1987.

La compagnie aérienne a exploité les avions suivants :
| Appareil                          | Total | Introduction | Retrait | Remarques                               |
| --------------------------------- | ----- | ------------ | ------- | --------------------------------------- |
| Armstrong Whitworth AW.660 Argosy | 2     | 1984         | 1987    | Exploité par Air Bridge Carriers        |
| Boeing 757-200PCF                 | 20    | 2016         | 2022    |                                         |
| Boeing 757-200PF                  | 1     | 2016         | 2022    | Transféré à DHL Air Austria             |
| Handley Page Dart Herald          | 1     | 1986         | 1988    | Exploité par British United Air Ferries |
| Vickers Vanguard                  | 1     | 1987         | 1995    | Exploité par Air Bridge Carriers        |

## Accidents et incidents
- Le 13 février 2021, un Boeing 757-200PCF (immatriculé G-DHKZ) est retourné atterrir à l'aéroport de Leipzig/Halle après que sa porte cargo se soit ouverte en vol peu après le décollage[7].